# Eugenio Castellotti
Eugenio Castellotti (Lodi, Italija, 10. listopada 1930. – Modena, Italija, 14. ožujka 1957.) je bivši talijanski vozač automobilističkih utrka.

## Rezultati u Formuli 1
| Sezona | Momčad                           | Šasija                             | Motor                                                    | Utrke | Pobjede | Podiji | Bodovi | Plasman |
| ------ | -------------------------------- | ---------------------------------- | -------------------------------------------------------- | ----- | ------- | ------ | ------ | ------- |
| 1955.  | Scuderia Lancia Scuderia Ferrari | Lancia D50 Ferrari 625 Ferrari 550 | Lancia DS50 2.5 V8 Ferrari 107 2.5 L4 Ferrari 106 2.5 L4 | 6     | 0       | 2      | 12     | 3.      |
| 1956.  | Scuderia Ferrari                 | Lancia Ferrari D50                 | Lancia Ferrari DS50 2.5 V8                               | 7     | 0       | 1      | 7,5    | 6.      |
| 1957.  | Scuderia Ferrari                 | Lancia Ferrari 801                 | Lancia Ferrari DS50 2.5 V8                               | 1     | 0       | 0      | 0      | —       |

## Vanjske poveznice
- Eugenio Castellotti Racing Reference
- Eugenio Castellotti Racing Sports Cars